# Korvenkylä (Lappeenranta)
Pour les articles homonymes, voir Korvenkylä (homonymie).
Korvenkylä est une zone de l'est de Lappeenranta en Finlande,.

## Présentation
Korvenkylä faisait partie de Joutseno avant son absorption par  Lappeenranta en 2009. Joutseno est devenue la zone urbaine de Joutseno et Korvenkylä.

## Lieux et monuments
Parmi les monuments remarquable, citons :
- L'ancien hôpital de Rauha,
- l'ancien hôpital de Tiuru qui a été transformé en l'actuel Holiday Club Saimaa.
- le château d'eau de Korvenkylä